# 1323
Năm 1323 (Số La Mã: MCCCIII) là một năm thường bắt đầu vào thứ ? [1] trong lịch Julius.